# 2007年12月

## 12月31日
- 肯亞總統選舉結束後的暴力衝突已造成了至少124人死亡。CNN（页面存档备份，存于）
- 非盟驻苏丹达尔富尔维和部队在北达尔富尔州首府法希尔向联合国和非盟混合维和部队正式移交维和任务。中国网（页面存档备份，存于）
- 不丹舉行上議院選舉。國際先驅論壇報（页面存档备份，存于）
- 香港兩間免費電視台無綫電視和亞洲電視數碼地面電視廣播開始

## 12月30日
- 巴基斯坦人民黨任命27日遇刺身亡的前总理貝·布托之子比拉瓦尔为该党主席，贝·布托的丈夫扎尔达里為联合主席，並決定參加下月8日舉行的國會選舉。另一位前總理谢里夫宣布他领导的政党穆斯林联盟（谢里夫派）也将参加国会选举。路透社（页面存档备份，存于）路透社（页面存档备份，存于）新华网（页面存档备份，存于）新华网 Archive.today的存檔，存档日期2013-04-28新华网 Archive.today的存檔，存档日期2013-04-28
- 肯尼亚选举委员会宣布，现任总统姆瓦伊·齐贝吉在27日举行的总统选举中获胜。姆瓦伊·齐贝吉随后宣誓就任新一任总统。新华网

## 12月29日
- 中國全國人大常委會否決2012年實行香港特別行政區行政長官及香港立法會雙普選，並通過最快於2017年在香港實行行政長官普選的政制發展方案，然立法會普選則2017年之後再議。民主派人士並發動千人示威遊行。明報即時新聞自由電子報
- 第一名被美国特别军事法庭审判的關塔那摩监狱囚犯，澳大利亚籍前基地組織成員在澳洲阿德莱德刑滿出獄。澳洲廣播公司（页面存档备份，存于）
- 基地組織領袖賓拉登發表講話，指美國意圖控制伊拉克的石油，並呼籲伊拉克人抵制親美政權。華盛頓郵報[]

## 12月28日
- 中华民国前台北市市長馬英九所涉特別費案二審宣判無罪，马英九参加2008年中華民國總統選舉的资格不受影响。BBC中文网（页面存档备份，存于）联合早报网

## 12月27日

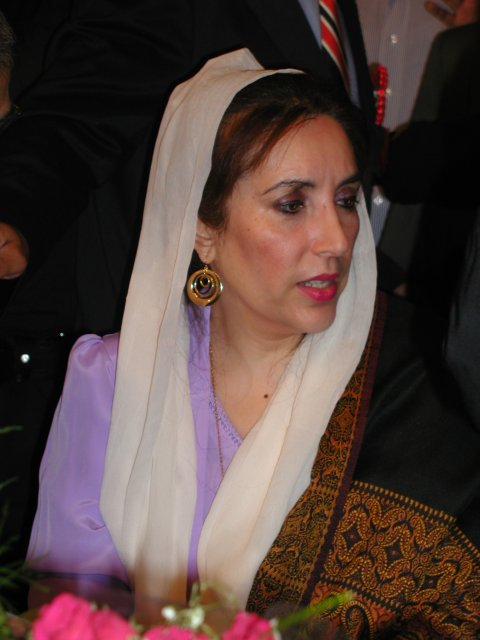
巴基斯坦前總理、反對派領袖贝娜齐尔·布托遇刺身亡

- 日本首相福田康夫开始对中国进行4天国事访问，行程包括与中国国家主席胡锦涛、中国国务院总理温家宝会面，并将在北京大学发表演说。新浪网（页面存档备份，存于）
- 巴基斯坦前总理贝娜齐尔·布托在拉瓦尔品第举行的竞选集会上遭自杀式炸弹袭击身亡。新华网（页面存档备份，存于）
- 以色列总理艾胡德·奧爾默特和巴勒斯坦民族权力机构主席马赫姆得·阿巴斯在耶路撒冷举行自安纳波利斯会议后的首次以巴领导人会谈。新华网（页面存档备份，存于）

## 12月26日
- 哥伦比亚总统乌里韦同意委内瑞拉总统查韦斯的计划，授权委内瑞拉派遣军队进入哥伦比亚和反政府武装哥伦比亚革命武装力量交换人质。新华报业网中国新闻网（页面存档备份，存于）
- 印尼中爪哇省连日的暴雨引发多起山体塌方灾害，共造成88人死亡，数十人失踪。新华网 Archive.today的存檔，存档日期2013-04-28人民网（页面存档备份，存于）

## 12月25日
- 尼泊尔西部一座吊桥倒塌，桥上参加满月节庆祝活动的数百名当地民众跌入水中，造成至少15人死亡，100多人失踪。文新传媒[]联合早报网[]

## 12月24日
- 乌兹别克斯坦中央选举委员会宣布，现任总统卡莫夫在23日举行的总统大选中获得88.1%的选票，成功连任。新华网（页面存档备份，存于）
- 吉尔吉斯斯坦议会选举光明道路党议员马杜马罗夫为新一任议长，总统巴基耶夫根据在议会占多数议席的光明道路党的提名任命丘季诺夫为总理。新华网 Archive.today的存檔，存档日期2013-04-28新华网（页面存档备份，存于）

## 12月23日
- 泰國舉行自去年政變以後首次國會選舉。泰国选举委员会宣布，根据统计93%的国会选举投票结果显示，人民力量党获得国会下议院480个席位中的228个，成为下议院第一大党，人民力量党主席沙马表示将出任新的政府总理。BBC中文网（页面存档备份，存于）新华网（页面存档备份，存于）
- 尼泊尔政府与毛派反政府组织达成协议，同意废除持续了240年之久的君主政体。BBC中文网（页面存档备份，存于）
- 继22日法国总统萨科齐、澳大利亚总理陆克文突访阿富汗后，意大利总理普罗迪也访问了阿富汗，三位领导人看望了各自国家驻阿富汗的士兵，并分别同阿富汗总统卡尔扎伊举行会谈。央视国际（页面存档备份，存于）人民网（页面存档备份，存于）
- 俄罗斯总统弗拉基米尔·普京签署总统令，决定将俄罗斯宪法法院于2008年5月21日迁至圣彼得堡办公，从而使圣彼得堡可以获得法定首都地位。联合早报（页面存档备份，存于）

## 12月22日
- 中国宋朝海上丝绸之路古沉船南海一号在广东省阳江市附近海面整体打捞出水，船上估计有6至8万件文物，多为瓷器。新华网（页面存档备份，存于）BBC中文网（页面存档备份，存于）

## 12月21日
- 九个欧盟成员国加入申根区，享受无疆界待遇的欧盟国家扩大至24国，人口总数达四亿人。BBC中文网（页面存档备份，存于）中国新闻网（页面存档备份，存于）
- 中國首架自主知識產權的噴氣支線客機ARJ21飛機在上海下線，命名為「翔鳳」。明報
- 在比利时国王阿尔贝二世的主持下，比利时临时政府首相伏思达率领13名内阁成员在布鲁塞尔宣誓就职，从而结束194天的无联邦政府状态。新华网（页面存档备份，存于）
- 日本政府暂停在南极洲附近海域捕杀座头鲸的计划，但其它捕鲸计划不变，以澳大利亚为代表的30多个国家向日本政府提出正式抗议。新华网 Archive.today的存檔，存档日期2013-04-28新浪网（页面存档备份，存于）

## 12月20日
- 神华宁煤集团成功对大峰煤矿羊齿采区2100米以上水平进行硐室爆破。此次爆破是中国近15年来最大的一次硐室爆破。新华网
- 澳門回歸八周年：多處地方有慶祝活動，但亦舉行了回歸後首次要求民主的遊行。路透社（页面存档备份，存于）
- 2008年美國總統選舉：共和党候選人、科羅拉多州眾議員湯姆·坦克雷托退出，轉而支持前馬薩諸塞州州長米特·羅姆尼。哥倫比亞廣播公司（页面存档备份，存于）
- 巴西圣保罗艺术博物馆收藏的两幅分别由毕加索和波尔蒂纳里创作的画作失窃，两幅画估值大约为1亿美元。新华网

## 12月19日
- 印尼首位華人市長、三口洋市市長黃少凡宣誓就職。深圳商報（页面存档备份，存于）
- 美國參議院通過一項達700億美元的撥款用於在伊拉克和阿富汗的軍事行動。路透社（页面存档备份，存于）
- 韩国中央选举管理委员会宣布，大國家黨候選人李明博在韩国第17届总统选举投票中，以壓倒性票數當選新一任总统。NHK CNN（页面存档备份，存于）新华网（页面存档备份，存于）
- 阿留申群島海域發生芮氏規模7.3級地震。NHK CNN（页面存档备份，存于）
- 巴基斯坦一列从卡拉奇驶往拉合尔的客运列车在信德省境内發生脫軌事故，造成58人死亡120余人受伤。NHK新华网（页面存档备份，存于）路透中国（页面存档备份，存于）CNN
- 澳大利亚外长斯蒂芬·史密斯宣布，澳大利亚政府将派出飞机和大洋维京号破冰船前往南极洲地区监视日本捕鲸船队的行动。新华网（页面存档备份，存于）路透中国（页面存档备份，存于）
- 中国投资有限责任公司宣布与美国摩根士丹利公司达成交易协议，将购买约50亿美元摩根士丹利公司发行的一种到期后须转为普通股的可转换股权单位。BBC中文网（页面存档备份，存于）

## 12月18日
- 日本海上自卫队金刚号宙斯盾舰在美国夏威夷考爱岛附近海域首次试射海基拦截导弹成功，标志着日本的国家导弹防御系统又前进一步。凤凰网（页面存档备份，存于）新华网（页面存档备份，存于）
- 中国有关朝鲜核问题的谈判的代表团长、外交部副部长武大伟到了朝鲜的宁边，考察有关方面废除该地核设施的功能的进展情况。BBC中文网（页面存档备份，存于）
- 欧洲中央银行宣布向银行系统注入3486亿欧元（折合5020亿美元），利率低于市场水平，旨在防止市场出现流动性危机。BBC中文网（页面存档备份，存于）
- 土耳其约100人的地面部队越过边境，进入伊拉克北部准备打击库尔德工人党武装。新华网（页面存档备份，存于）人民网（页面存档备份，存于）
- 乌克兰议会批准尤利娅·季莫申科出任政府总理和新内阁名单，季莫申科领导的新内阁随后宣誓就职。新华网（页面存档备份，存于）
- 联合国大会通过全球暂缓执行死刑的议案，其目的是最终废除死刑，日本、美国、中国、新加坡等投了反对票。新华网（页面存档备份，存于）和讯联合早报网[]
- 2010年上海世博会吉祥物“海宝”在上海揭晓。新华网（页面存档备份，存于）

## 12月17日
- 美国新泽西州州长柯津签署法案，废除死刑。人民网（页面存档备份，存于）
- 吉尔吉斯斯坦议会选举的初步统计结果显示，总统库尔曼别克·巴基耶夫领导的光明道路党将赢得所有议会席位。中国日报（页面存档备份，存于）
- 统一俄罗斯党代表大会推举格雷兹洛夫为第五届国家杜马主席，批准梅德韦杰夫为该党2008年俄罗斯总统选举候选人。普京在会上表示如果梅德韦杰夫当选总统，他将出任总理。新华网（页面存档备份，存于）新华网（页面存档备份，存于）新华网（页面存档备份，存于）
- 韩国国会通过一项特别检察法案，同意对大国家党总统候选人李明博涉嫌参与操纵股价案件进行调查。中国新闻网（页面存档备份，存于）
- 援助巴勒斯坦国际会议在巴黎结束，会议决定未来3年向巴勒斯坦提供74亿美元的援助。新华网（页面存档备份，存于）

## 12月16日
- 玻利維亞四個省宣佈「自治」。左翼總統埃沃·莫拉萊斯警告決不容許國家分裂。洛杉磯時報（页面存档备份，存于）
- 驻伊英军向伊拉克安全部队正式移交巴士拉省的防务，至此，英军结束了自伊拉克战争以来对伊拉克南部四省的实际控制。每日電訊報（页面存档备份，存于）新华网（页面存档备份，存于）

## 12月15日
- 联合国气候变化大会通过一项“巴厘岛路线图”，决定在2009年前就应对气候变化问题新的安排举行谈判。新华网（页面存档备份，存于）
- 巴基斯坦总统佩尔韦兹·穆沙拉夫发布总统令，宣布取消全国紧急状态，恢复宪法。新华网（页面存档备份，存于）
- 玻利維亞反對修憲案的富裕四省宣佈「自治」，左翼總統埃沃·莫拉萊斯警告決不容許國家分裂。

## 12月14日
- 中国宣布对世界银行下属的国际开发协会捐款，这是中国首次对世界银行出资。BBC中文网（页面存档备份，存于）

## 12月13日
- 欧盟27个成员国的领导人在葡萄牙首都里斯本的热罗尼莫斯修道院里正式签署了旨在取代《欧盟宪法条约》的《里斯本条约》。新华网（页面存档备份，存于）新华网（页面存档备份，存于）
- 美國新澤西州眾議院投票通過廢除死刑。法新社

## 12月12日
- 第三次中美战略经济对话在北京开幕，中国国务院副总理吴仪和美国财政部长亨利·保尔森作为两国元首特别代表共同主持。吴仪在会上再度警告美国勿将经贸问题政治化。BBC中文网（页面存档备份，存于）人民网（页面存档备份，存于）
- 中国国际航空、上海航空正式加入星空联盟。新华网（页面存档备份，存于）
- 美联储联合欧洲中央银行、英格兰银行、加拿大央行、瑞士央行，以更有力的措施向金融市场注资。和讯

## 12月11日
- 韩国汶山站至朝鲜板门站之间的货运列车正式开通，这是韩朝两国自朝鲜战争以来首次恢复日常列车运行。BBC中文网（页面存档备份，存于）路透中国（页面存档备份，存于）新华网（页面存档备份，存于）
- 爭取言論自由的「加州第一修正法案聯盟」要求美國政府對中國施壓，促中國停止网络审查制度。中央廣播電台
- 秘魯前總統藤森謙也因涉濫用職權和指使他人非法搜查私人住所罪，被秘魯最高法院特別法庭以判處6年監禁。法新社
- 阿爾及利亞首都阿爾及爾發生兩宗自杀性汽车炸弹袭击事件，造成至少67人死亡，177人受傷，死者中有11名为聯合國工作人員。基地组织北非分支伊斯蘭馬格里布基地組織声称对该事负責。法新社中国新闻网（页面存档备份，存于）中国新闻网（页面存档备份，存于）

## 12月10日
- 利比亚和法国正式签署购买价值45亿欧元的合同，其中包括14架“阵风”式战斗机。新华网（页面存档备份，存于）
- 世界人權日無国界記者、國際特赦組織分別要求國際奧會及中國政府正視並改善中國人權狀況。同時，台灣新聞自由獲得「無国界記者組織」評比肯定，並首度超越美國和日本。國際特赦組織新聞稿（页面存档备份，存于）無国界記者組織新聞稿無国界記者組織評比報告
- 统一俄罗斯党等四个党派联合提名第一副总理德米特里·阿纳托里耶维奇·梅德维杰夫为2008年俄罗斯总统选举候选人，总统普京表示“完全的”支持。新华网（页面存档备份，存于）中国日报（页面存档备份，存于）
- 秘鲁最高法院特别法庭在利马公开审判前总统藤森謙也，指控他涉嫌参与两起屠杀案，如果罪名成立，将有可能被判处30年监禁。中国新闻网（页面存档备份，存于）新华网（页面存档备份，存于）
- 阿根廷当选总统克里斯蒂娜在议会宣誓就职，接替她的丈夫基什内尔就任新一任总统，成为阿根廷历史上首位民选女总统。央视国际（页面存档备份，存于）新华网（页面存档备份，存于）
- 诺贝尔奖物理学、化学、生理学或医学、文学、经济学等奖项颁奖典礼在瑞典斯德哥尔摩音乐厅举行，诺贝尔和平奖颁奖典礼在挪威奥斯陆市政厅举行。新民晚报

## 12月9日
- 較早前曾發表種族歧視言論的諾貝爾獎得主詹姆斯·沃森的基因測試證實其非洲血統比一般白人多16倍。星期日泰晤士報（页面存档备份，存于）
- 出席非歐峰會的辛巴威總統羅伯特·穆加貝反駁西方該國狀況的批評，指非洲要向西方的傲慢而戰。路透社
- 委內瑞拉自今日起把標準時間撥慢30分鐘。英國廣播公司（页面存档备份，存于）
- 英国首相戈登·布朗突然飞抵伊拉克南部城市巴士拉，看望驻守在那裡的英军官兵。新华网（页面存档备份，存于）

## 12月8日
- 第44届金马奖颁奖典礼在台湾台北市举行，《色，戒》获得最佳剧情片奖，李安获得最佳导演奖，梁朝伟、陈冲分获最佳男女主角奖。东森新闻网新华网（页面存档备份，存于）
- 第二届非洲－欧盟首脑会议在葡萄牙里斯本开幕，欧盟27个成员国和非洲53个国家的领导人或代表出席会议。新华网（页面存档备份，存于）

## 12月7日
- 美國政府宣佈凍結房貸息率五年，以解決次級房貸危機。美聯社
- 在韩国忠清南道泰安郡附近海域，一艘韩国驳船与一艘在香港注册的油轮相撞，造成1050万升原油泄漏，周围至少15平方公里的海域受到污染，造成漏油事件。新华网
- 阿富汗政府军和北约领导的国际安全援助部队在赫尔曼德省和塔利班武装展开激战，以夺助塔利班控制的重镇穆萨堡。新华网（页面存档备份，存于）

## 12月6日
- 中华民国教育部拆除了台灣民主紀念館（原中正纪念堂）上的「中正紀念堂」牌匾，将换上「台灣民主紀念館」的牌匾，并且將把「大中至正」牌楼的鑄字拆換為「自由廣場」的鑄字。新浪網（页面存档备份，存于）东森新闻网
- 乌克兰总统維克多·安德烈耶維奇·尤先科向议会提名尤利娅·季莫申科出任政府总理。新华网（页面存档备份，存于）
- 《紐約時報》披露，美国中央情报局销毁了显示他们用严厉手法盘问"基地组织"嫌疑人的录像带。BBC中文網（页面存档备份，存于）

## 12月5日
- 中国山西省洪洞县的新窑煤矿发生瓦斯爆炸引发矿难，造成104名矿工死亡。BBC中文网（页面存档备份，存于）新华网（页面存档备份，存于）中国新闻网[]新华网（页面存档备份，存于）明報即時新聞新华网[永久]
- 美国内布拉斯加州东部城市奥马哈一家商场内发生枪击事件，目前已经造成包括枪手在内的9人死亡、5人受伤。新华网（页面存档备份，存于）

## 12月4日
- 美國總統小布殊回應情報部門關於伊朗的報告時表示，伊朗仍是個危險的國家，軍事打擊伊朗仍然是一個選擇，國際社會必須繼續施壓。彭博（页面存档备份，存于）
- 英國首相戈登·布朗將訪問中國。解放網[]
- 乌克兰新一届议会选出新议长。新華網（页面存档备份，存于）

## 12月3日
- 2007年香港立法會港島選區補選結果揭曉，陳方安生當選為立法會議員，計得175874票擊敗葉劉淑儀所得的137550票。香港政府新聞網
- 澳大利亞工党领导人陸克文在堪培拉宣誓就任澳大利亚总理，随后以总理身份签署《京都议定书》。NHK[]新华网（页面存档备份，存于）中国新闻网（页面存档备份，存于）
- 2007年联合国气候变化大会在印度尼西亚巴厘岛开幕，会议的主要议题是《京都议定书》第一承诺期于2012年到期后如何继续降低温室气体的排放。新华网（页面存档备份，存于）
- 伊朗總統艾哈邁迪內賈德在海灣合作委員會峰會上呼籲雙方建立經濟合作組織和締訂聯合安保協議。國際先驅論壇報（页面存档备份，存于）
- 美国国家情报总监办公室公布的关于伊朗核问题的评估报告称，在国际压力下，伊朗已于2003年停止了核武器的发展计划。联合新闻网[]人民网（页面存档备份，存于）
- 多哥总统福雷·纳辛贝任命科姆兰·马利为新总理，以接替11月13日辞职的前总理亚沃维·阿博伊博。新华网（页面存档备份，存于）
- 根据委內瑞拉全国选举委员会初步统计结果显示，总统烏戈·查維茲提出的修改宪法提案在2日的全民公投中被否决。CNN（页面存档备份，存于）央视国际（页面存档备份，存于）
- 俄罗斯第五届国家杜马选举投票的初步统计结果显示，总统普京支持的統一俄羅斯黨獲得63.3%選票，将拥有国家杜马450个席位当中的315个，取得壓倒性勝利。讀賣新聞新华网（页面存档备份，存于）

## 12月2日
- 伊朗政府说，如果联合国因为该国的浓缩铀计划，而打算进一步制裁伊朗的话，将会是徒劳的。BBC中文網（页面存档备份，存于）
- 香港地鐵與九廣鐵路正式合併成為港鐵。

## 12月1日
- 首次中日经济高层对话在北京举行，中国国务院副总理曾培炎同日本外务大臣高村正彦共同主持对话。新华网（页面存档备份，存于）
- 第57届世界小姐总决赛在中国海南省三亚市落下帷幕，中国小姐张梓琳摘得桂冠。新浪网（页面存档备份，存于）
- 2007年俄羅斯國家杜馬選舉：由於時差關係，俄羅斯遠東地區的選民在星期六開始投票。BBC（页面存档备份，存于）